# Vėngajacha
La Vėngajacha (in russo Вэнгаяха?) è un fiume della Russia siberiana occidentale, affluente di destra del Vyngapur. Scorre nel Purovskij rajon del Circondario autonomo Jamalo-Nenec.
Il fiume scorre con direzione settentrionale in una zona paludosa, piena di laghi del bassopiano della Siberia settentrionale; sfocia nel Vyngapur a 53 km dalla foce. La lunghezza del fiume è di 164 km; il bacino è di 2 290 km². Il fiume non incontra centri urbani in tutto il suo corso.